# Saúl Balagura
Saúl Balagura (Cali, 17 de noviembre de 1943) es un pintor y poeta colombiano. 

## Trayectoria
Saúl Balagura nació en Cali, en 1943. Sus padres eran judíos rumanos que huyeron del país durante la persecución contra los judíos en Rumania. Desde muy joven, descubrió su pasión por el arte y la poesía. A los diecisiete años tuvo su primera exposición individual. A lo largo de su vida, se movió en universos paralelos de artes y ciencias. El artista autodidacta tiene un M.D. de la Universidad del Valle, un Ph.D. en Psicología de la Universidad de Princeton, y un título de Neurocirugía del Centro Médico Albert Einstein. En 1994 se retiró del mundo de la ciencia y abrió un estudio, primero en Tesuque, Nuevo México y desde 2006 en Houston, Texas.
Su trabajo expresionista es el resultado directo de la interacción de su pasado con influencias artísticas de artistas tan variados como Willem de Kooning, Eduardo Guayasamín, El Greco, Pablo Neruda y Gabriel García Márquez. Balagura también escribe poemas que van junto con sus pinturas. Su trabajo ha sido exhibido en galerías y museos en todo Estados Unidos. En 2008, el Museo del Holocausto de Houston presentó su serie sobre el Holocausto llamada In Search of Hope en el centro de Houston, Texas.